# Championnat du Bangladesh de football 2007
Navigation
Édition suivante
La saison 2007 du Championnat du Bangladesh de football est la toute première édition de la B-League, le championnat national professionnel de première division bangladais. Les onze équipes engagées sont regroupées au sein d'une poule unique où elles affrontent deux fois leurs adversaires, à domicile et à l'extérieur. Il n'y a ni promotion, ni relégation à l'issue de la compétition car le championnat de deuxième division n'est pas disputée cette saison.
C'est le club de Abahani Limited Dhaka qui remporte la compétition cette saison après avoir terminé en tête du classement, avec sept points d'avance sur Mohammedan SC Dacca et quatorze sur Muktijoddha Sangsad KC et Sheikh Russell KC. C'est le premier titre de champion du Bangladesh de l'histoire du club.
Le douzième club engagé, Sylhet DSA, déclare forfait le 30 janvier 2007 et aucun autre club ne le remplace.

## Participants
- Abahani Limited Dhaka
- Mohammedan SC Dacca
- Muktijoddha Sangsad KC
- Sheikh Russell KC
- Farashganj SC
- Brothers Union
- Arambagh KS
- Mohammedan SC Chittagong
- Abahani Limited Khulna
- Abahani Limited Chittagong
- Rahmatganj MFS

## Compétition

### Classement
Le classement est établi sur le barème de points classique : victoire à 3 points, match nul à 1, défaite à 0.
| Rang | Équipe                     | Pts     | J       | G       | N       | P       | Bp      | Bc      | Diff    |
| ---- | -------------------------- | ------- | ------- | ------- | ------- | ------- | ------- | ------- | ------- |
| 1    | Abahani Limited Dhaka      | 47      | 20      | 14      | 5       | 1       | 36      | 8       | +28     |
| 2    | Mohammedan SC Dacca        | 40      | 20      | 11      | 7       | 2       | 40      | 13      | +27     |
| 3    | Muktijoddha Sangsad KC     | 33      | 20      | 9       | 6       | 5       | 29      | 19      | +10     |
| 4    | Sheikh Russell KC          | 33      | 20      | 8       | 9       | 3       | 23      | 13      | +10     |
| 5    | Brothers Union             | 29      | 20      | 8       | 5       | 7       | 32      | 19      | +13     |
| 6    | Arambagh KS                | 27      | 20      | 8       | 3       | 9       | 22      | 23      | -1      |
| 7    | Mohammedan SC Chittagong   | 26      | 20      | 7       | 5       | 8       | 20      | 26      | -6      |
| 8    | Farashganj SC              | 22      | 20      | 5       | 7       | 8       | 17      | 22      | -5      |
| 9    | Abahani Limited Khulna     | 16      | 20      | 4       | 4       | 12      | 21      | 43      | -22     |
| 10   | Abahani Limited Chittagong | 15      | 20      | 4       | 3       | 13      | 18      | 39      | -21     |
| 11   | Rahmatganj MFS             | 13      | 20      | 3       | 4       | 13      | 15      | 48      | -33     |
|      | Sylhet DSA                 | Forfait | Forfait | Forfait | Forfait | Forfait | Forfait | Forfait | Forfait |

|  | Qualification pour la Coupe du président de l'AFC 2008 |

## Bilan de la saison
| Championnat du Bangladesh de football 2007                             |                                   |
| Champion                                                               | Abahani Limited Dhaka (1er titre) |
| Coupes et trophées                                                     |                                   |
| Vainqueur de la Coupe du Bangladesh 2007                               | Non disputée                      |
| Qualifications continentales                                           |                                   |
| Coupe du président de l'AFC 2008                                       | Abahani Limited Dhaka             |
| Promotions et relégations                                              |                                   |
| Promus en Championnat du Bangladesh de football                        | Aucun                             |
| Relégués en Championnat du Bangladesh de football de deuxième division | Aucun                             |